# Jean Dorval
Jean Dorval (né en 1948) est un poète canadien. 

## Biographie
Retraité du milieu hospitalier, Jean Dorval anime des conférences et des ateliers d'écriture depuis une dizaine d'années. Il a été membre du Comité de rédaction de Revue Poésie de Québec de 2000 à 2002 et  publie régulièrement des articles et des poèmes dans les revues consacrées au bref et au haïku. De plus, de 2004 à 2005, il a conçu et animé une émission radiophonique à la chaîne CKIA 88,3 FM, intitulée « Haïku de foudre », consacrée, comme son nom l'indique, à ce genre poétique d'origine japonaise. 
Il a publié de nombreux recueils de haïkus et de poésie, dont son plus récent, intitulé Entre deux instants, paru aux Éditions du tanka francophone en 2009.

## Prix littéraires
- 5e Prix Humanitas Poetry Contest en 1993.
- Prix Chantauteuil, mention spéciale pour le poème « Pays-Fleuve » en 1994.